# KDevelop
A KDevelop egy nyílt forráskódú integrált fejlesztői környezet Linux-hoz és egyéb Unix-szerű operációs rendszerekhez. A legfrissebb stabil verzió az 5.5.2, amely 2020 június 2-án jelent meg. Támogatja a C,  a C++ és a PHP nyelveket.
Ellentétben számos IDE-vel, a KDevelop nem tartalmaz saját fordítót, ehelyett a gcc-t és/vagy egyéb fordítókat használ a végrehajtható kód létrehozásához.
Az előző főverzió utolsó stabil kiadása, a 3.5.5 volt, ami a KDE 3 technológián alapult, és sok nyelvet támogatott: Ada, Bash, C, C++, Fortran, Java, Pascal, Perl, PHP, Python, SQL, Ruby.

## Külső hivatkozások
- KDevelop hivatalos honlapja
- A támogatott programozási nyelvek állapota

1. ↑  KDevelop - KDE Applications, 2025. március 6. (Hozzáférés: 2025. március 19.)